# 미코얀 스카트
미코얀 스카트는 러시아 미코얀 사가 개발한 스텔스 무인 공격기(UCAV)이다. 보잉 X-45, 노스롭 그루먼 X-47B, 록히드마틴 RQ-170 센티넬, 다소 뉴론과 외양이 비슷한 삼각날개 무인공격기이다.

## 역사
미코얀 미그-29의 엔진인 클리모프 RD-33의 파생형인 클리모프 RD-5000B 엔진 1개를 장착했다. 최대이륙중량 10톤이며, 2개의 내부무장창에 폭탄을 탑재한 채로, 전투행동반경이 2,000 km나 된다. 클리모프 RD-5000B 엔진은 한국 FA-50 경전투기의 F404 엔진을 업그레이드한 F414 엔진과 비슷한 추력을 낸다.
스카트 무인공격기의 개발계획은 중단되었다. 그러나 스카트를 기본으로 하여 새로운 무인공격기를 개발중이다. 수호이 S-70 오크호트니크-B를 개발중이다.

## 비교

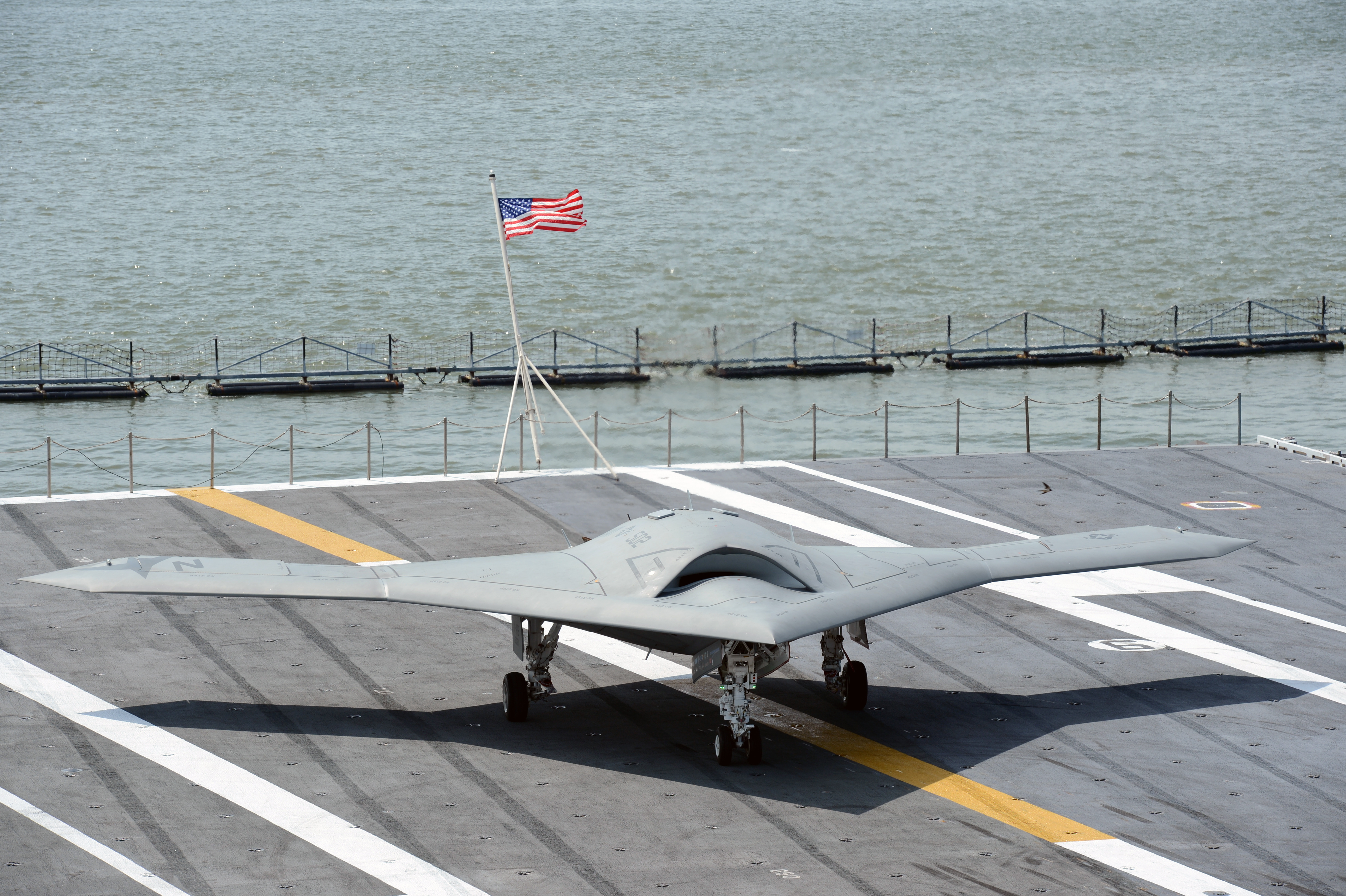
2013년 항공모함에서 이륙준비중인 노스롭 그루먼 X-47B

- 다소 뉴론,  프랑스, 삼각날개 스텔스 무인공격기, 최대이륙중량 7톤, 내부무장창 2개, 500파운드 폭탄 2개
- BAE 타라니스,  영국, 삼각날개 스텔스 무인공격기, 최대이륙중량 8톤, 내부무장창 2개
- 미코얀 스카트,  러시아, 삼각날개 스텔스 무인공격기, 최대이륙중량 10톤, 내부무장창 2개
- DRDO 아우라,  인도, 삼각날개 스텔스 무인공격기, 최대이륙중량 15톤, 내부무장창 2개
- 보잉 팬텀 레이,  미국, 삼각날개 스텔스 무인공격기, 최대이륙중량 16톤, 내부무장창 2개
- 보잉 X-45C,  미국, 삼각날개 스텔스 무인공격기, 내부무장창 2개, 2000파운드 폭탄 2개
- 노스롭 그루먼 X-47B,  미국, 삼각날개 스텔스 무인공격기, 최대이륙중량 20톤, 내부무장창 2개, 2000파운드 폭탄 2개

## 제원
일반 특성
- 승무원: 무인
- 길이: 10.25 m (33 ft 7 in)
- 날개폭: 11.5 m (37 ft 8 in)
- 엔진: 1 × 클리모프 RD-5000B , 50.4 kN (11,340 lbf) 추력

성능
- 최고속도: 850 km/h (497 mph, 432 kn)
- 운용고도: 15,000 m (39,370 ft)
- 전투행동반경: 2,000 km (1,240 mi)

무장
2개 내부무장창, 최대 2톤 폭탄

## 같이 보기
- 수호이 S-70 아호트니크-B
- 보잉 X-45
- 노스롭 그루먼 X-47B
- 보잉 팬텀 레이
- 록히드마틴 RQ-170 센티넬
- 다소 뉴론